# La Dune Fleurie
La Dune Fleurie is een wijk in de Franse gemeente Quend in het departement Somme. De wijk ligt in het duinengebied, vier kilometer ten westen van het dorpscentrum van Quend en twee kilometer ten oosten van de Kanaalkust, langs de weg van Monchaux naar badplaats Quend-Plage.

## Geschiedenis
Het gebied was vroeger een onbebouwd duinengebied, zoals te zien op de 18de-eeuwse Cassinikaart. Op het eind van ancien régime op het eind van de 18de eeuw werden de gemeenten gecreëerd en het gebied kwam bij de gemeente Saint-Quentin-en-Tourmont.
Op het eind van de 19de eeuw kwam het kusttoerisme op gang. Er werd een laan getrokken van Quend en het gehucht Monchaux richting de kust, waar zich badplaats Quend-Plage zou ontwikkelen. In een grondgebiedswissel tussen gemeenten werd het gebied overgeheveld van de gemeente Saint-Quentin-en-Tourmont naar de gemeente Quend.
Langs de weg naar de badplaats liet Paul Delegrange, een industrieel uit Dowaai, tussen 1905 en 1909 een villa optrekken, genaamd La Dunette. Hij zag het potentieel van zijn terreinen op slechts enkele kilometer van de badplaats en besloot om ze te ontwikkelen. De verkaveling werd goedgekeurd in 1936. Het was vooral na de Tweede Wereldoorlog, vanaf de jaren 1950, dat de bouw op gang kwam.
Châteauneuf · la Dune Fleurie · Froise · Monchaux · Quend · Quend-Plage · Routhiauville · Vieux Quend